# Parcs nacionals d'Islàndia
Des del 2008, Islàndia té tres parcs nacionals,abans del 2008 n'hi havia quatre,aquest any Jökulsárgljúfur i Skaftafell es van fusionar i s'incorporen al Parc Nacional de Vatnajökull. El Parc Nacional de Vatnajökull és també el parc nacional més gran d'Europa.

## Llista dels Parcs nacionals
| Nom            | foto | Localització       | Establert | Àrea                     |
| -------------- | ---- | ------------------ | --------- | ------------------------ |
| Snæfellsjökull |      | Oest d'Islàndia    | 2001      | 170 km2 (66 sq mi)       |
| Vatnajökull    |      | Sud-est d'Islàndia | 2008      | 12,000 km2 (4,600 sq mi) |
| Þingvellir*    |      | Sud d'Islàndia     | 1928      |                          |

### Antics parcs nacionals
| Nom             | Foto | Localització    | Establert | Àrea                    |
| --------------- | ---- | --------------- | --------- | ----------------------- |
| Jökulsárgljúfur |      | Nord d'Islàndia | 1973      |                         |
| Skaftafell      |      | Sud d'Iceland   | 1967      | 4,807 km2 (1,856 sq mi) |